# Everybody Hates Hugo
"Everybody Hates Hugo" (da. titel Alle hader Hugo) er det 28. afsnit af tv-serien Lost. Episoden blev instrueret af Alan Taylor og skrevet af Edward Kitsis & Adam Horowitz. Det blev første gang udsendt 15. oktober 2005, og karakteren Hugo "Hurley" Reyes vises i afsnittets flashbacks.

## Handling
Hurley er bange for hans nye job, vil få alle på øen til at hade ham. Sawyer, Jin og Michael opdager deres tilfangetager faktisk er overlevende fra den anden del af flyet. Claire finder flaskeposten fra tømmerflåden, der får hende og Sun til at tro de værste. Sayids udforskning af lugen vækker hans mistanke.

## Bipersoner
- Aaron – William Blanchette
- Bernard Nadler – Sam Anderson
- Carmen Reyes – Lillian Hurst
- Cindy Chandler – Kimberley Joseph
- Johnny – DJ Qualls
- Mary Jo – Brittany Perrineau
- Randy Nations – Billy Ray Gallion
- Rose Henderson – L. Scott Caldwell
- Starla – Marguerite Moreau
- Hunden Vincent – Madison